# Christian Synaeghel
Christian Synaeghel (* 28. Januar 1951 in Leffrinckoucke) ist ein ehemaliger französischer Fußballspieler.

## Karriere

### Verein
Synaeghel begann im Alter von elf Jahren mit dem Fußballspielen seinem Heimatverein US Leffrinckoucke. 1968 holte die AS Saint-Étienne ihn in ihre Jugendmannschaft. Gemeinsam mit Spielern wie Christian Lopez, Christian Sarramagna, Jacques Santini, Patrick Revelli und Alain Merchadier gewann er 1970 die Coupe Gambardella gegen Olympique Lyon. Im selben Jahr rückte er in die erste Mannschaft auf.
Mit les Verts wurde er 1974, 1975 und  1976 dreimal in Folge französischer Meister. Beim 2:1-Sieg im Finale der  Coupe de France 1973/74 erzielte er in der 44. Minute den 1:0-Führungstreffer für Saint-Étienne. 1975 wurde der Pokal erfolgreich verteidigt. Beim Pokalsieg  1977 fehlte er aufgrund einer Verletzung.  Bereits das Finale des Europapokals der Landesmeister 1976 gegen Bayern München hatte er verletzungsbedingt verpasst.
1978 wechselte Synaeghel zum FC Metz, wo er 1982 seine Profikarriere beendete.

### Nationalmannschaft
Sein Debüt für die Équipe Tricolore  gab er am 16. November 1974 im Qualifikationsspiel für die Europameisterschaft 1976 gegen die DDR.  Bis 1977 bestritt Synaeghel insgesamt fünf Länderspiele, in denen er ohne Torerfolg blieb.

## Erfolge
- Französischer Meister: 1974, 1975 und  1976
- Französischer Pokalsieger: 1974, 1975 und  1977